# Ella Baker
Ella Josephine Baker (ur. 13 grudnia 1903 w Norfolk, zm. 13 grudnia 1986 w Nowym Jorku) – amerykańska działaczka na rzecz równouprawnienia Afroamerykanów i zniesienia segregacji rasowej. Jedna z czołowych organizatorek ruchu praw obywatelskich i Pokojowego Komitetu Koordynacyjnego Studentów, a także mentorka nowych pokoleń działaczy.

## Życiorys

### Dzieciństwo i edukacja
Urodziła się 13 grudnia 1903 w Norfolk w rodzinie Blake’a i Georgianny (Anny) Ross Baker. Jej ojciec pracował na parowcu, a matka – choć miała nauczycielskie wykształcenie – zajmowała się domem i angażowała się w działalność lokalnego kościoła baptystycznego i jego społeczności. Jej dziadkowie z obu stron byli w młodości niewolnikami. Baker od siódmego roku życia wychowywała się z dwójką rodzeństwa w Littleton, gdzie jej dziadkowie od strony matki wykupili ziemię, którą kiedyś uprawiali jako niewolnicy, i założyli własną farmę. Matka Elli prawdopodobnie zdecydowała się na przeprowadzkę z Norfolk ze względu na nasilającą się przemoc na tle rasowym i zaostrzenie praw Jima Crowa. Baker w dzieciństwie słuchała opowieści dziadków o życiu niewolników, co ukształtowało jej późniejszą postawę aktywistki.
Z początku uczyła się w dwuklasowej szkółce w Littleton, ale w 1918 roku wysłano ją do szkoły z internatem w Raleigh. Jej staranne wykształcenie nie było oczywistością w regionie – niektóre dzieci ze szkółki w Littleton uczęszczały tylko wtedy na lekcje, gdy nie musiały pomagać w polu, a właściciele plantacji, na których pracowali ich rodzice, zniechęcali lub zakazywali nauki. W 1923 roku rozpoczęła studia na Shaw University w Raleigh. Zachowało się kilka jej esejów uniwersyteckich, których tematem było równouprawnienie. Należała do klubu dyskusyjnego oraz angażowała się w działalność uniwersyteckiego oddziału YWCA, dla którego organizowała zbiórki wspierające zagraniczne misje Baptystów. W tym okresie poznała swojego przyszłego męża, T.J. Robertsa.

### Nowy Jork
W 1927 roku ukończyła Shaw University w Raleigh, po czym wyjechała do kuzynki w Harlemie. Pierwszą wypłatę wysłała rodzicom na pokrycie zaległych rodzinnych podatków. Po I wojnie światowej do Harlemu zjechali czarni literaci, muzycy oraz inni artyści, a na miejscu pojawiły się pierwsze pokaźne przedsiębiorstwa prowadzone przez czarnoskórych właścicieli. W lokalnej społeczności wytworzył się nowy archetyp pewnego siebie, kulturalnego czarnego Amerykanina. Ferment artystyczno-społeczny doprowadził do okresu rozkwitu kultury afroamerykańskiej zwanej renesansem harlemskim. Harlem był kuźnią radykalnych myślicieli, co pozwoliło Baker poszerzyć i uaktualnić wiedzę zdobytą na studiach. Pomimo solidnego wykształcenia, nie było jej łatwo – ze względu na kolor skóry – znaleźć dobrą pracę. Z początku utrzymywała się jako pokojówka, a później jako kelnerka.
Wielki kryzys położył kres rozwojowi Harlemu. Jego skutki były znacznie bardziej dotkliwe w tej dzielnicy, niż w innych częściach Nowego Jorku, czego rezultatem był rozwój lokalnych ruchów socjalistycznych oraz protesty. Baker pisała dla licznych gazet afroamerykańskich. Dzięki pracy dla „Negro National Press” poznała wydawcę czasopisma George’a Schuylera. Baker wkrótce dołączyła do jego organizacji Young Negroes Cooperative League (YNCL), w której szybko zaczęła pełnić role skarbnika i sekretarza. Celem YNCL było stworzenie lokalnych spółdzielni . Dzięki tej pracy nauczyła się organizacji wydarzeń. Na początku lat 30. należała także do środowiska lokalnego oddziału YWCA, który służył za centrum kultury. Pauli Murray później stwierdziła, że wspierające się kobiety tworzące środowisko YWCA – choć same nie nazwałyby się feministkami – działały w duchu feminizmu. Baker angażowała się również w działania lokalnej biblioteki (Harlem Branch Library) – ważnej instytucji kultury dla lokalnego środowiska intelektualnego. W połowie lat 30. prowadziła w bibliotece program pomocy dla lokalnej społeczności. Rok później opublikowała wraz z Marvel Jackson Cooke artykuł The Bronx Slave Market, który opisywał upokarzające warunki życia ludzi poszukujących pracy w Nowym Jorku. W drugiej połowie lat 30. pracowała w jednej z agend rządowych dotyczących opieki społecznej utworzonych w ramach drugiej fali Nowego Ładu.

### Praca w Krajowym Stowarzyszeniu na Rzecz Popierania Ludności Kolorowej
W połowie lat 30. poślubiła T.J. Robertsa (para rozwiodła się w lecie 1958) i dołączyła do Krajowego Stowarzyszenia na Rzecz Popierania Ludności Kolorowej (NAACP) . Popularyzując idee NAACP podczas II wojny światowej utrzymywała, że zwycięstwo aliantów będzie jedynie połowiczne, jeśli nie przyniesie ze sobą sprawiedliwości społecznej i ekonomicznej w kraju. Argumentowała, iż nadanie pełnych praw Afroamerykanom wzmocni demokrację. Intensywnie podróżowała po Stanach, angażując lokalne społeczności. Między lutym a początkiem lipca 1942 odbyła 178 wieców i spotkań. Podróżowanie znacznie utrudniały prawa Jima Crowa, które różniły się zależnie od regionu. Dzięki zaangażowaniu prezesa NAACP Waltera Francisa White’a, Thurgooda Marshalla oraz akcji propagandowej Baker liczba członków NAACP podczas wojny wzrosła dziewięciokrotnie.
W 1943 roku Baker awansowała w strukturach NAACP do roli krajowego dyrektora oddziałów, tym samym została najwyżej postawioną kobietą w hierarchii organizacji. Jej zadaniem była koordynacja pracy centralnego biura z lokalnymi oddziałami. Wykorzystując swoją pozycję, starała się wprowadzić bardziej demokratyczne i inkluzywne rozwiązania do organizacji. Lobbowała za ograniczeniem biurokracji w NAACP i autokratycznej roli White’a oraz za większą autonomią oddziałów. Zorganizowała serię regionalnych konferencji, których celem było rozwinięcie przywództwa lokalnych społeczności. W konferencji, która odbyła się w Atlancie, wzięli udział Edgar D. Nixon i Rosa Parks – dwie kluczowe postaci późniejszych działań ruchu praw obywatelskich. Jej nacisk na rozwój i oddolną pracę oddziałów spotkał się z oporem ze strony władz centralnych.
W styczniu 1946 roku adoptowała siostrzenicę Jackie. W tym samym roku, ze względu na rosnący konflikt między Baker a White’em dotyczący odmiennych wizji prowadzenia organizacji, zrezygnowała ze swojej funkcji. Zaangażowała się natomiast w prace nowojorskiego oddziału NAACP, wspierając poprawę edukacji czarnoskórych dzieci , a w 1952 roku została wybrana jego przewodniczącą. Jednym z jej działań na rzecz równych praw do edukacji był wspólny protest ponad pięciuset rodziców, łączący walkę o prawa Afroamerykanów z walką o prawa Portorykańczyków, który odbył się 26 września 1957. Jej działania dotyczyły nie tylko segregacji w szkołach, ale wpisały się także w początki walk o prawa rodziców do decydowania o edukacji dzieci. Jako przewodnicząca nowojorskiego oddziału NAACP prowadziła także kampanię przeciwko brutalności policji (w szczególności wobec czarnych Amerykanów). Choć jej stosunek do amerykańskiej partii komunistycznej był ambiwalentny, była przez całe lata 50. pod nadzorem Federalnego Biura Śledczego jako potencjalna działaczka wywrotowa.
Gdy w grudniu 1955 rozpoczął się bojkot autobusów w Montgomery, zaczęła szukać sposobów na wsparcie nowej formy protestu. W rezultacie – wraz ze Stanleyem Levisonem i Bayardem Rustinem – założyła organizację In Friendship, której celem było zdobycie funduszy dla wsparcia ruchu praw obywatelskich działającego na południu Stanów. Jej szybka reakcja na te wydarzenia wynikała z jej znajomości z lokalnymi liderami działań: Rosą Parks i Edgarem D. Nixonem. Jedną z udanych kwest, które przeprowadziło In Friendship, był koncert w pierwszą rocznicę bojkotu autobusów. W wydarzeniu wzięli udział m.in. Coretta Scott King, Harry Belafonte i Duke Ellington. Baker dbała o to, by zebrane fundusze wspomogły różne ośrodki działalności na południu, nie tylko nagłaśniane w mediach Montgomery. In Friendship zakończyło działalność po trzech latach, gdy większe organizacje zaczęły angażować się w pomoc dla regionu.

### Konferencja Przywódców Chrześcijańskich Południa
W styczniu 1957 wraz z Bayardem Rustinem reprezentowała In Friendship na Południu, pomagając w organizacji spotkania założycielskiego Konferencji Przywódców Chrześcijańskich Południa (SCLC), której celem było poszerzenie pola działań zainicjowanych w Montgomery na całe Południe. Wraz z Rustinem stworzyła agendę spotkania założycielskiego, które odbyło się 10 stycznia 1957. W trakcie ustaleń dotyczących działalności nowo powstałej Koalicji w Montgomery zostały przeprowadzone ataki bombowe wymierzone w liderów nowej organizacji. Choć Baker miała wątpliwości co do sposobu prowadzenia działań przez Martina Luthera Kinga, wsparła Konferencję jako doświadczona organizatorka z rozległą siecią kontaktów. Baker szanowała Kinga pomimo tego, że opierał rozwój organizacji na mocy własnej charyzmy, a Baker skupiała się na budowaniu masowych ruchów oddolnych, które w jej mniemaniu miały bardziej długotrwały efekt.
Pierwszym politycznym wydarzeniem, które przygotowała Konferencja, była pielgrzymka o wolność, która odbyła się 17 maja 1957 w Mauzoleum Abrahama Lincolna. Za jej organizację odpowiedzialni byli Baker i Rustin. Jedną z kluczowych zasług Baker było łagodzenie podziałów wewnątrz ruchu praw obywatelskich. W pielgrzymce uczestniczyło między 25 a 30 tys. ludzi, a jej owocem była zgoda prezydenta Dwighta Eisenhowera na spotkanie z przywódcami ruchu praw obywatelskich. Kolejnym wydarzeniem zaplanowanym przez przywódców Konferencji było Crusade for Citizenship, którego celem była mobilizacja Afroamerykanów do głosowania. Choć pomysł został szybko skonkretyzowany, a idea rozpropagowana, brakowało osoby, która potrafiłaby go zrealizować. Na skutek opóźnień poproszono Baker o przejęcie steru. Choć King z początku oponował, w końcu zatrudniono ją tymczasowo na stanowisku dyrektora wykonawczego. Tym samym Baker została pierwszym pracownikiem SCLC. Choć po przeprowadzce z Nowego Jorku do Atlanty nie zapewniono jej nawet miejsca do pracy, Baker udało się w krótkim czasie zorganizować w ramach Crusade skoordynowane wydarzenia w dwudziestu jeden miastach.
Pomimo rezultatów, które przynosiła jej praca, wkład Baker w Konferencję był systematycznie umniejszany: walka o równe prawa dla Afroamerykanów nie szła w parze z walką o równouprawnienie kobiet. Pomimo frustracji, Baker pomogła znaleźć nowego kandydata na swoje stanowisko. Tymczasem Konferencja nadal polegała na Baker: gdy we wrześniu 1958 King został dźgnięty nożem, Ella przejęła jego obowiązki, takie jak przemowy na wiecach i prowadzenie korespondencji podczas jego długiej rekonwalescencji. Jednocześnie nadal wspierała lokalne inicjatywy, takie jak działania Ruby i Freda Shuttlesworth w Birmingham, których dom był wielokrotnie celem brutalnych ataków, czy akcję mającą na celu zachęcić więcej Afroamerykanów do rejestracji w wyborach, pomimo oporu lokalnej, białej administracji, która w większości przypadków znajdywała pretekst, by nie rejestrować potencjalnych czarnych wyborców.
W 1960 roku opuściła SCLC. Na jej decyzji zaważyło skupienie się organizacji na kulcie jednostki Kinga, a nie na wspieraniu i rozwijaniu oddolnych inicjatyw. Baker wierzyła, że głównym problemem czarnych Amerykanów była bierność, która wynikała z oczekiwania na zmianę, która przyjdzie z zewnątrz.

### Pokojowy Komitet Koordynacyjny Studentów
16 kwietnia 1960 zorganizowała na Shaw University w Raleigh weekendową konferencję dla studentów, którzy zaczęli tego roku protestować z własnej inicjatywy, wybierając sit-ins jako nową formę konfrontacji. Celem wydarzenia było wsparcie i sieciowanie młodych działaczy, by wzmocnić i zachęcić nową generację do aktywności. Obawiała się, że starsze i bardziej konserwatywne organizacje, takie jak Kongres Równości Rasowej (CORE), będą chciały utemperować działalność młodych. Konferencja, na którą przybyło dwustu studentów, była jednym z najistotniejszych wydarzeń ruchu praw obywatelskich: podczas weekendu założony został bowiem Pokojowy Komitet Koordynacyjny Studentów (SNCC). James Forman – jeden z działaczy SNCC – później stwierdził, że organizacja nie powstałaby, gdyby nie Baker. Ella przeniosła się do Atlanty, gdzie zaangażowała się w organizację działań i struktur SNCC, wspierając aktywizm młodych studentów swoim wieloletnim doświadczeniem. Wraz z Jane Stembridge zbudowała od podstaw SNCC. Przez pierwsze sześć lat działalności organizacji Baker działała w roli mentorki nowego pokolenia aktywistów i wzoru postępowego aktywizmu dla młodych kobiet. Odegrała także kluczową rolę w odrzuceniu przez SNCC mieszczańskiego konserwatyzmu SCLC, dzięki czemu organizacja otworzyła się na marginalizowane wcześniej grupy ubogich Afroamerykanów. Pierwszą ogólnokrajową akcją, w którą włączyło się SNCC, były zainicjowane przez CORE rajdy wolności: wspólne jazdy białych i czarnych studentów autobusami z Waszyngtonu na Południe. Gdy działacze CORE pod wpływem narastającej przemocy m.in. ze strony Ku Klux Klanu zaczęli się wycofywać, SNCC kontynuowało akcję za pobitych działaczy. Gdy aktywizm SNCC zaczął zagrażać życiu młodych działaczy, Baker angażowała się w minimalizowanie zagrożeń.
Jedną z najważniejszych akcji przeprowadzonych przez SNCC było Freedom Summer: akcja wspierająca prawo do uczestnictwa czarnych w wyborach w Missisipi. Baker prowadziła wstępne spotkanie organizacyjne oraz zajęła się logistyką wydarzenia, w którym obok czarnych działaczy wzięli udział także biali studenci z Północy.
Poza pracą dla SNCC w pierwszej połowie lat 60. Baker działała także na rzecz Southern Conference Education Fund. Organizacja kontynuowała zbieranie funduszy dla lokalnych działaczy, które zapoczątkowało In Friendship, oraz angażowała się w zacieśnianie więzów w społeczności, które zostały osłabione przez polowania na działaczy komunistycznych.
Gdy w kwietniu 1964 powstała partia polityczna Mississippi Freedom Democratic Party jako alternatywa dla czarnych wobec Partii Demokratycznej, Baker poprowadziła logistykę przedsięwzięcia. Nowa partia powstała w reakcji na wykluczanie Afroamerykanów w Missisipi z wieców Partii Demokratycznej. Baker została kierowniczką waszyngtońskiego biura partii, gdzie miała wpływ na jej strategię krajową. Jej działalność w SNCC i w partii spotkała się z ostrym atakiem ze strony konserwatywnych dziennikarzy z „New York Herald Tribune”. W drugiej połowie lat 60. jej więzy z radykalizującą się pod wpływem Stokely Carmichaela SNCC zaczęły się rozluźniać, choć Baker nadal była ceniona w strukturach. Pomimo rosnących różnic Carmichael i Baker nadał szanowali swoją działalność.

### Lata 70. i 80.
W latach 70. angażowała się w krytykę lokalnych represji politycznych oraz wojny, imperializmu i kolonializmu za granicą. Choć jej podupadające zdrowie nie pozwalało jej na intensywny aktywizm, wsparła m.in. protest wobec prześladowań Angeli Davis, którą FBI wpisało na listę dziesięciu najbardziej poszukiwanych osób.
Zmarła 13 grudnia 1986 w Nowym Jorku .

### Upamiętnienie
Po śmierci została obwołana matką chrzestną SNCC i SCLC. Byli działacze SNCC nazwali ją bohaterką ruchu praw obywatelskich, która poświęciła swoje życie wprowadzaniu zmian społecznych . Jej imieniem nazwano Ella Baker Center for Human Rights – organizację wspierającą lokalne społeczności. W 1994 roku została uhonorowana włączeniem do National Women’s Hall of Fame.